# Nadezjda Kosintseva
Nadezjda Anatoljeva Kosintseva (Russisch: Надежда Анатольевна Косинцева) (Archangelsk, 14 januari 1985) is een Russische schaakster. In 2001 werd ze grootmeester bij de vrouwen (WGM) en in 2011 verkreeg ze de FIDE-titel grootmeester (GM).
Kosintseva heeft een jongere zus, Tatjana die ook grootmeester is.
- In 2004 nam ze met het Russische vrouwenteam deel aan de 36e Schaakolympiade in Calvià; het team eindigde op de derde plaats.
- In juni 2005 speelde zij mee in het toernooi om het individuele kampioenschap van Europa bij de dames dat met 9 punten uit 12 ronden door Kateryna Lahno gewonnen werd. Kosintseva werd met 9 punten tweede (tie-break), Yelena Dembo werd derde,  terwijl Jelena Zajats met 8½ punt vijfde werd.
- In juli 2005 werd in Krasnotoerinsk (Rusland) het dames supertoernooi North Urals Cup 2005 gespeeld dat met zes punten uit negen ronden gewonnen werd door de Indiase grootmeester bij de dames Humpy Koneru. Na de tie-break werd de Chinese grootmeester bij de dames Xu Yuhua tweede met 5½ punt terwijl de Russin Aleksandra Kostenjoek (ook grootmeester} met 5½ punt derde werd. Nadezjda Kosintseva werd vierde met 5 punten.
- In 2007, 2009 en 2011 maakten zij en haar zus Tatjana deel uit van het Russische vrouwenteam bij het Europees schaakkampioenschap voor landenteams; bij alle drie de gelegenheden eindigde hun team als eerste.
- In juli 2010 werd Kosintseva met 8 pt. uit 11 gedeeld 1e–7e met Aleksander Rjazantsev, Vitali Golod, Christian Bauer, Leonid Kritz, Sébastien Feller, Sébastien Mazé op het 43e schaakfestival van Biel, MTO Open. Na tiebreak was Rjazantsev de winnaar.[1]

Sinds december 2012 is ze getrouwd met de Duitse grootmeester Leonid Kritz.

## Externe koppelingen
- (en)   Informatie over schaakpartijen van Nadezjda Kosintseva op ChessGames.com
- (en)   Informatie over schaakpartijen van Nadezjda Kosintseva op 365chess.com
- (en)  FIDE-ratinggegevens voor Nadezjda Kosintseva